# Inside Out 2
Inside Out 2 (bra: Divertida Mente 2; prt: Divertida-Mente 2) é um filme de animação americano produzido pela Pixar Animation Studios e distribuído pela Walt Disney Studios Motion Pictures, como a sequência de Inside Out (2015). É dirigido por Kelsey Mann, produzido por Mark Nielsen e escrito por Meg LeFauve. O filme é estrelado pelas vozes de Amy Poehler, Phyllis Smith e Lewis Black reprisando seus papéis, com Tony Hale, Liza Lapira, Maya Hawke, Ayo Edebiri, Adèle Exarchopoulos, Paul Walter Hauser e Kensington Tallman se juntando ao elenco.
O desenvolvimento de Inside Out 2 começou em setembro de 2022 durante o anúncio na D23 Expo, com Mann, Nielsen e LeFauve contratados como diretor, produtor e escritora, respectivamente, enquanto Poehler foi confirmada para reprisar seu papel. O filme volta à ideia de "cinco a 27 emoções" de Pete Docter do primeiro filme que Mann apresentou durante sua produção para utilizar a construção de mundo "verdadeira", onde as emoções na mente de uma adolescente acabam sendo sobrecarregadas pela chegada de novas provenientes da puberdade.
Inside Out 2 teve sua première no El Capitan Theatre em Los Angeles no dia 10 de junho de 2024 e foi lançado em 14 de junho de 2024 nos Estados Unidos. No Brasil o filme foi lançado em 20 de junho de 2024, e em Portugal foi lançado dia 11 de julho de 2024. O filme foi bem recebido pela crítica e teve o terceiro maior fim de semana de estreia nacional de um filme de animação, tornando-se o filme de animação mais rápido a ultrapassar a marca de um bilhão de dólares. Entrou entre as 10 maiores bilheterias da história, estando em nono lugar, e é a animação mais bem-sucedida da história. Também se tornou o filme de maior bilheteria de 2024.

## Enredo
Riley Andersen, de 13 anos, está prestes a entrar no ensino médio dois anos após se mudar para San Francisco. Suas emoções personificadas — Alegria, Tristeza, Medo, Nojinho e Raiva — agora supervisionam um elemento recém-formado da mente de Riley chamado de "Senso de Si", que abriga memórias e sentimentos que moldam as crenças de Riley. Alegria, com o objetivo de preencher o Senso de Si apenas com memórias positivas, cria um mecanismo que lança memórias negativas para o fundo da mente de Riley.
Riley e suas melhores amigas, Bree e Grace, são convidadas para um acampamento de hóquei no gelo de fim de semana, onde Riley espera se classificar para o time de sua escola, as Gaviões de Fogo. No entanto, o "Alarme de Puberdade" dispara na noite anterior ao acampamento, e um grupo de trabalhadores da mente de Riley atualiza desajeitadamente o console de emoções, deixando a Sala de Comando em desordem e as emoções confusas.
As emoções descobrem que Riley acaba tendo uma reação exagerada em qualquer contribuição que elas fazem no seu dia. Cinco novas emoções — Ansiedade, Inveja, Vergonha, Tédio e Nostalgia — chegam e entram em conflito com as emoções originais sobre suas abordagens. Alegria quer que Riley se divirta no acampamento, enquanto Ansiedade se concentra em ganhar uma vaga no time e fazer novos amigos, especialmente depois que Riley descobre que Bree e Grace irão estudar em uma escola diferente no ensino médio.
Enquanto Alegria está no controle, Riley inadvertidamente faz com que os alunos sejam punidos pela rigorosa diretora do acampamento, a treinadora Roberts. Ansiedade, decidindo que Riley precisa mudar para se encaixar com os jogadores mais velhos, lança o Senso de Si para o fundo da mente de Riley e faz com que as emoções originais sejam presas e jogadas em um cofre de memória. As novas emoções então criam um novo Senso de Si dominado pela ansiedade e encorajam Riley a fazer amizade com a popular jogadora de hóquei Val Ortiz, prejudicando sua amizade com Bree e Grace. As velhas emoções escapam do cofre; Tristeza retorna à Sala de Comando enquanto os outros vão recuperar o antigo Senso de Si de Riley.
Sob o controle de Ansiedade, Riley entra discretamente no escritório da treinadora Roberts e descobre em seu caderno que Riley não é considerada pronta para se tornar uma Gavião de Fogo. As velhas emoções encontram a montanha de memórias negativas depositadas pelo mecanismo de Alegria e causam uma avalanche que não apenas acelera seu retorno à sede, mas também faz com que as memórias negativas se espalhem no atual Senso de Si de Riley. Ansiedade percebe que o Senso de Si que ela criou para Riley é de dúvida, o que faz com que Riley tenha um desempenho ruim durante sua partida de teste final, machuque Grace acidentalmente e seja enviada para a área de penalidade. Horrorizada, Ansiedade invade freneticamente o console em um redemoinho ofuscante, fazendo com que Riley sofra de um severo ataque de pânico.
Com a ajuda de Tristeza e Vergonha, as outras emoções originais retornam a sede. Alegria encontra Ansiedade ainda no controle, mas paralisada; Alegria convence Ansiedade de que Riley não precisa mudar para ter um futuro melhor. Ansiedade cede e Alegria restabelece o Senso de Si original de Riley, mas o ataque de pânico persiste. Depois que a Ansiedade arrependida admite que não consegue determinar quem é Riley, Alegria percebe que o mesmo se aplica a ela. Alegria remove o primeiro Senso de Si e forma um novo a partir das memórias positivas e negativas de Riley. As emoções abraçam esse terceiro Senso de Si, acalmando Riley e ajudando-a a se reconciliar com Bree e Grace. Alegria assume o comando e ajuda Riley a terminar o jogo feliz.
Riley faz amizade com Val e as outras Gaviões de Fogo no ensino médio, enquanto permanece fiel a si mesma e mantém sua amizade com Bree e Grace. Vivendo em paz, as emoções originais e novas trabalham juntas para proteger Riley, que verifica seu telefone para os resultados do recrutamento dos Gaviões de Fogo e se olha no espelho com um sorriso orgulhoso.

## Elenco
| Personagem              | Dublagem original       | Dublagem brasileira |
| ----------------------- | ----------------------- | ------------------- |
| Alegria                 | Amy Poehler             | Miá Mello           |
| Tristeza                | Phyllis Smith           | Katiuscia Canoro    |
| Raiva                   | Lewis Black             | Leo Jaime           |
| Nojinho                 | Liza Lapira             | Dani Calabresa      |
| Medo                    | Tony Hale               | Otaviano Costa      |
| Ansiedade               | Maya Hawke              | Tatá Werneck        |
| Inveja                  | Ayo Edebiri             | Gaby Milani         |
| Tédio                   | Adèle Exarchopoulos     | Eli Ferreira        |
| Vergonha                | Paul Walter Hauser      | Fernando Mendonça   |
| Riley Elphaba Andersen  | Kensington Tallman      | Isabella Guarnieri  |
| Valentina "Val" Ortiz   | Lilimar                 | Erika Menezes       |
| Breonna "Bree" Young    | Sumayyah Nuriddin-Green | Lorena Castro       |
| Grace Hsieh             | Grace Lu                | Bella Chiang        |
| Jill Marie Andersen     | Diane Lane              | Silvia Goiabeira    |
| Bill Andersen           | Kyle MacLachlan         | Cassiano Ávila      |
| Bloofy                  | Ron Funches             | Nizo Neto           |
| Pochete                 | James Austin Johnson    | Ricardo Sawaya      |
| Lance Stash Slashblade  | Yong Yea                | Thiago Zambrano     |
| Segredo Escuro Profundo | Steve Purcell           | Thiago Zambrano     |
| Treinadora Roberts      | Yvette Nicole Brown     | Letícia Soares      |
| Maria                   | Sarayu Blue             | Sandra Mara Azevedo |
| Guarda Frank            | Dave Goelz              | Francisco Júnior    |
| Guarda Dave             | Frank Oz                | Carlos Campanile    |
| Mestre das Obras        | Kirk Thatcher           | Carlos Campanile    |
| Esquecedora Paula       | Paula Poundstone        | Lúcia Helena        |
| Fritz                   | John Ratzenberger       | Ricardo Sawaya      |
| Nostalgia               | June Squibb             | Sylvia Salustti     |

## Produção

### Desenvolvimento
O diretor de Divertida Mente, Pete Docter, estava trabalhando em ideias para uma sequência enquanto as indicações do filme original eram reveladas no Oscar em janeiro de 2016. A Pixar confirmou oficialmente o desenvolvimento da sequência durante o anúncio da D23 Expo em setembro de 2022, com Amy Poehler subindo ao palco para falar sobre o filme ao lado de Docter. Kelsey Mann foi anunciado como o diretor da sequência (sendo sua estreia na direção de longas-metragens, já que dirigiu anteriormente o curta-metragem Party Central em 2013), com produção de Mark Nielsen, enquanto Meg LeFauve foi anunciada para escrever o roteiro do filme, retornando de seu antecessor. Para utilizar a construção de mundo "verdadeira", Mann usou a ideia de "cinco a 27 emoções" de Docter do primeiro filme que ele apresentou durante sua produção.

### Escolha de Elenco
Amy Poehler aceitou uma oferta de US$ 5 milhões com bônus lucrativos para reprisar seu papel. Após uma disputa sobre remuneração, Mindy Kaling e Bill Hader recusaram-se a repetir seus respectivos papéis como Nojinho e Medo; eles e o resto do elenco que retornaram teriam recebido US$ 100.000 cada, equivalente a dois por cento do salário de Poehler. Em 9 de novembro de 2023, com o lançamento do teaser trailer, foi revelado que Tony Hale e Liza Lapira substituiriam Hader e Kaling como Medo e Nojinho, respectivamente, enquanto Maya Hawke se juntou ao elenco como Ansiedade, uma nova emoção. Mann fez o teste com Maya via Zoom no escritório de uma sala nos fundos do Epcot durante férias em família com seus filhos depois que Nielsen disse a ele que Hawke estava disponível para fazer o teste naquele momento, com sua performance ansiosa o levando às lágrimas. Em 16 de janeiro de 2024, foi revelado que June Squibb havia se juntado ao elenco em um papel não revelado,  mais tarde revelado como Nostalgia.
Em 7 de março de 2024, a Disney revelou que Ayo Edebiri, Adèle Exarchopoulos, Paul Walter Hauser, Kensington Tallman, Diane Lane e Kyle MacLachlan se juntaram ao elenco, com Ayo, Adèle e Paul interpretando as outras novas emoções, Inveja, Tédio e Vergonha, respectivamente. Além disso, Kensington substitui Kaitlyn Dias como Riley Andersen, enquanto Lane repete seu papel como Sra. Andersen, e MacLachlan também repete seu papel como Sr. Andersen. John Ratzenberger repete seu papel como Fritz, marcando seu primeiro papel de voz em um filme da Pixar desde Dois Irmãos. Também se juntando ao elenco em papéis coadjuvantes estão Lilimar, que interpreta uma jogadora de hóquei chamada Val Ortiz, e Yvette Nicole Brown, que interpreta a treinadora do time de hóquei, enquanto Sumayyah Nuriddin-Green e Grace Lu interpretam Bree e Grace, amigas de Riley.

### Música
Em 7 de março de 2024, com o lançamento do segundo trailer, foi relatado que Andrea Datzman havia composto a trilha sonora do filme, substituindo Michael Giacchino. Isso fez de Datzman a primeira mulher a compor a trilha sonora de um longa-metragem da Pixar. O álbum da trilha sonora foi lançado pela Walt Disney Records em 14 de junho de 2024, no mesmo dia do filme.

## Lançamento
Divertida Mente 2 foi oficialmente lançado nos Estados Unidos em 14 de junho de 2024. No Brasil a data de estreia estava marcada para 13 de junho de 2024, mas foi adiada para 20 de junho de 2024. Em Portugal, o filme foi lançado em 11 de julho de 2024, e em Angola, em 12 de julho de 2024.

### Marketing
O teaser trailer do filme, junto com o pôster, foi lançado em 9 de novembro de 2023. James Withbrook do Gizmodo e Rotem Rusak do Inverse destacaram a introdução de três outras emoções no pôster: Vergonha, Tédio e Inveja. O teaser foi visto mais de 157 milhões de vezes nas primeiras 24 horas em todas as plataformas de mídia social - incluindo 78 milhões do TikTok - tornando-se o lançamento de trailer de filme de animação mais assistido na história da Walt Disney Company, superando o recordista anterior, Frozen II (2019). Um clipe do filme também foi ao ar durante o Super Bowl LVIII, chamado "Team". O segundo trailer, junto com um novo pôster, foi lançado em 7 de março de 2024. Este trailer também marcou a estreia da variante "padrão" do logotipo da Walt Disney Pictures de 2023, que foi apresentado no ano anterior para o centenário do estúdio.

## Recepção

### Bilheteria
Divertida Mente 2 arrecadadou cerca de US$ 653 milhões nos Estados Unidos e Canadá, e US$ 1,044 bilhões em outros territórios, para um total mundial de US$ 1,697 bilhão.
Com um orçamento de US$ 200 milhões, Inside Out 2 foi inicialmente projetado para arrecadar US$ 80-90 milhões em seu fim de semana de estreia nos Estados Unidos. As projeções da indústria abaixo de US$ 100 milhões foram parcialmente devidas à noção de que o público em geral permaneceu hesitante em retornar aos cinemas, dados os lançamentos diretos para streaming de filmes anteriores da Pixar Soul (2020), Luca (2021) e Turning Red (2022) na Disney+, o baixo desempenho de Lightyear da Pixar (2022) nas bilheterias, e os resultados medíocres de bilheteria de vários filmes em 2024. Depois de faturar US$ 63,6 milhões em seu primeiro dia, incluindo US$ 13 milhões nas prévias de quinta à noite, as projeções foram aumentadas para US$ 140-150 milhões para o fim de semana. Acabou arrecadando US$ 154,2 milhões no mercado interno e US$ 140 milhões em 38 mercados internacionais, para uma estreia mundial de US$ 294,2 milhões, se tornando a maior estreia do estúdio.
Nos Estados Unidos e Canadá, o fim de semana de estreia de US$ 154,2 milhões foi o melhor de 2024, ultrapassando Duna: Parte Dois (US$ 82,5 milhões) e Godzilla x Kong: O Novo Império (US$ 80 milhões) para se tornar o primeiro filme do ano a estrear acima de US$ 100 milhões, e o terceiro melhor para um filme de animação, atrás de Os Incríveis 2 da Pixar (2018; US$ 182,7 milhões) e O Rei Leão da Disney (2019; US$ 191,7 milhões).
O filme arrecadou US$ 101,2 milhões em seu segundo fim de semana, uma queda de apenas 34,4% para se tornar o segundo fim de semana mais lucrativo para um filme de animação, superando os US$ 92,3 milhões ganhos por Super Mario Bros. O Filme (2023) e o sétimo melhor segundo fim de semana no geral. Durante seu terceiro fim de semana, ele derrotou o estreante Um Lugar Silencioso: Dia Um para permanecer no topo das bilheterias com US$ 57,5 milhões. No dia 4 de julho, ultrapassou US$ 500 milhões no mercado interno e, durante seu quarto fim de semana, o filme arrecadou US$ 30,3 milhões, terminando em segundo atrás de Meu Malvado Favorito 4. Continuou a arrecadar US$19,9 milhões no seu quinto fim de semana terminando em terceiro lugar atrás do estreante Longlegs e Meu Malvado Favorito 4.
No Brasil, o filme se tornou a maior bilheteria de uma animação, com um público de 10 milhões, além de ter tido a segunda maior abertura da história com R$96,62 milhões, ficando atrás apenas de Vingadores: Ultimato. Em 14 de julho, o filme ultrapassou Ultimato e se tornou a maior bilheteria da história do Brasil com R$440 milhões no país, e duas semanas depois passou também o público de Ultimato, se tornando o primeiro filme com 22 milhões de espectadores no país.
Em Portugal, Inside Out 2 teve a melhor estreia da história do país, atraindo 259 mil espectadores e arrecadando €1.632.604,25 em quatro dias.
Em 10 de julho, o filme ultrapassou a bilheteria global de Os Incríveis 2 (US$ 1,242 bilhão) para se tornar o filme de maior bilheteria da Pixar. Em todo o mundo, o filme ultrapassou a bilheteria de seu antecessor (US$ 859 milhões) em 27 de junho de 2024, após dezesseis dias de lançamento. Em 30 de junho, o filme ultrapassou a marca de US$ 1 bilhão, sendo o primeiro filme de animação da Disney a fazê-lo desde Frozen II em 2019. A partir disso, Divertida Mente 2 se tornou o filme de animação a ultrapassar US$ 1 bilhão mais rápido, fazendo isso em 19 dias. O filme quebrou vários recordes internacionais de bilheteria na América Latina, sendo o "melhor filme de todos os tempos no Brasil, México, Colômbia, Chile e Uruguai", de acordo com o Los Angeles Times. Em 25 de agosto de 2024, tornou-se o segundo filme de animação a arrecadar US$ 1 bilhão internacionalmente. Em 1 de setembro de 2024, ultrapassou O Rei Leão (2019) para se tornar o filme de animação de maior bilheteria de todos os tempos e o filme de maior bilheteria lançado sob o selo Walt Disney Pictures.

### Crítica
O filme recebeu críticas positivas. De acordo com a Animation Magazine , a maioria dos críticos elogiou sua paleta de cores, enredo e a introdução de novas emoções, mas alguns expressaram insatisfação com a previsibilidade do enredo externo relacionado à aceitação de Riley por seu novo time de hóquei. No site agregador de resenhas Rotten Tomatoes, 90% das 314 resenhas dos críticos são positivas, com uma classificação média de 7,6/10. O consenso do site diz: "Apimentando as coisas com a angústia adolescente, Inside Out 2 limpa a cabeça e aquece o coração ao fazer jus à inteligência emocional de seu antecessor." Metacritic, que usa uma média ponderada, atribuiu ao filme uma pontuação de 74 em 100, com base em 57 críticos, indicando críticas "geralmente favoráveis". O público pesquisado pelo CinemaScore deu ao filme uma nota média de "A" em uma escala de A+ a F (a mesma do primeiro filme), enquanto os entrevistados pela PostTrak deram ao filme uma média de 4,5 em 5 estrelas, com 72% disseram que definitivamente o recomendariam.
Moira Macdonald do The Seattle Times premiou o filme 31 ⁄ 2 estrelas em quatro, elogiando o elenco de vozes e o filme como "uma viagem feliz, para qualquer idade". Robbie Collin do The Daily Telegraph deu ao filme quatro estrelas de cinco, elogiando a animação, as metáforas e a inteligência ao dizer que "o brilho ontológico de ferro fundido da premissa original de Docter suporta bem a expansão". Owen Gleiberman, da Variety, elogiou o desempenho de Hawke como Ansiedade e o impacto emocional do filme, chamando-o de "a história mais comovente e perspicaz dos enigmas do início da adolescência desde a oitava série ".